# Thomas Macaulay

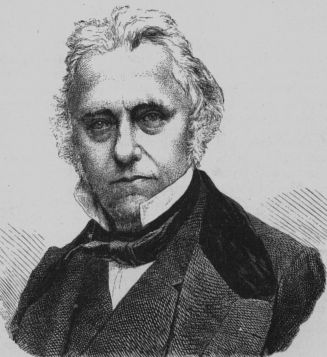
Thomas Macaulay.

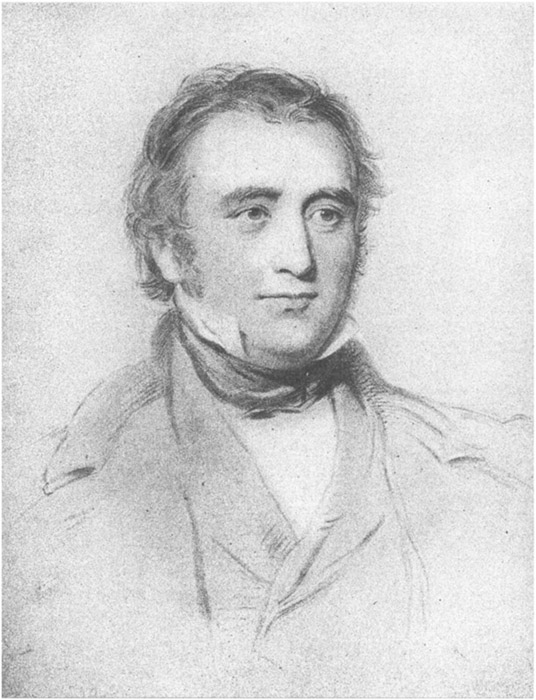
Thomas Babington Macaulay a los cuarenta y nueve años, según W. Holl, a partir de un dibujo de George Richmond.

Thomas Babington (o Babbington) Macaulay (Rothley, Leicestershire, 25 de octubre de 1800 - Londres, 28 de diciembre de 1859), primer Barón Macaulay, fue un poeta, historiador y político del partido whig británico, que sirvió como secretario en Guerra entre 1839 y 1841 y como contador general entre 1846 y 1848. Considerado entre los historiadores más importantes en lengua inglesa, su obra más famosa es The History of England, donde expresó su afirmación de la superioridad de la cultura de Europa occidental y la inevitabilidad de su progreso sociopolítico en una elegante prosa, por la que fue también muy alabado.

## Vida
Era hijo del escocés de Tierras altas Zachary Macaulay, un contable que fue gobernador colonial en Sierra Leona y estuvo en los comités que fundaron la Universidad de Londres y la Sociedad para la Represión del Vicio; también fue, sobre todo, un activo abolicionista que había aprendido por sí mismo, al no haber recibido una formación regular, literatura griega, latina e inglesa. Dos de sus hermanos, tíos paternos de su hijo Thomas, eran, uno, anticuario (Aulay); el otro, general (Colin), ambos también abolicionistas. Su madre, Selina Mills, era una maestra dueña de su propia escuela de niñas, exalumna de Hannah More, y era hija de un librero e impresor cuáquero de Bristol, también abolicionista. A Thomas le añadieron al nombre el de su tío Thomas Babington, un terrateniente y político abolicionista de Leicestershire, que se había casado con la hermana de su padre Zachary, Jean.
Thomas fue el primogénito de siete hermanos y un niño superdotado. Debido a su singular carácter, no dio muestras de saber hablar en sus primeros años y permaneció callado; sin embargo, un día una invitada le volcó encima una taza de té muy caliente y ante sus disculpas el niño respondió en perfecto inglés "Gracias, señora, el atroz dolor se ha calmado un poco", mostrando así que no era mudo en absoluto. Esta anécdota es usada por Noam Chomsky en su teoría de la Gramática Universal como ejemplo de la capacidad innata de los niños para aprender el lenguaje. Es fama también que cierto día, ante la vista de unas fábricas, preguntó a su padre: "El humo que sale de esas chimeneas ¿procede de los fuegos del infierno?".
Fue educado en una escuela privada en Hertfordshire, y, posteriormente, en el Trinity College (Cambridge), donde ganó varios premios, incluyendo la Medalla de Oro del Canciller en junio de 1821. En 1825 publicó un ensayo notable sobre el poeta John Milton en la Edinburgh Review. No llegó a estudiar literatura clásica mientras estaba en Cambridge, sino que empezó a hacerlo motu proprio tiempo después, en la India colonial. En varias de sus Cartas de 1851 describe su lectura de la Eneida de Virgilio mientras reposaba en Malvern; la poesía de Virgilio lo conmovió hasta las lágrimas. Aprendió por sí mismo alemán, holandés y español, y hablaba el francés con fluidez. Estudió derecho y se convirtió en abogado en 1826, antes de interesarse más por la carrera política.
Así que abandonó el foro por el activismo whig. Publicó en la Edinburgh Review (1827), y en una serie de cartas anónimas a The Morning Chronicle, un análisis económico que atacaba el largo informe-ensayo del coronel Thomas Moody sobre el trabajo en las Colonias y sus ideas sobre reemplear a los negros emancipados como aprendices con contrato, pues pensaba que era en realidad una forma de camuflar y reintroducir la esclavitud, y, apoyado por Henry Petty-Fitzmaurice, III marqués de Lansdowne, en 1830 entró en el Parlamento. Destacó por una serie de discursos en favor de la reforma parlamentaria, atacando normas inadecuadas como la exclusión de los judíos, quienes sufrían todo tipo de restricciones legales en Gran Bretaña, incluida la inhabilitación para tener representantes parlamentarios. Se rumoreaba que Macaulay, que no se casó ni tuvo hijos, se había enamorado de Maria Kinnaird; pero el hecho es que las relaciones emocionales más fuertes que sostuvo Macaulay fueron con sus hermanas menores: Margaret, que murió mientras él estaba en la India, y Hannah, a cuya hija Margaret, a la que llamaba cariñosamente 'Baba', también estaba apegado.
En 1832 contribuyó al proyecto de Ley de reforma de 1832 que ampliaba el derecho al voto, y al año siguiente defendió el proyecto de ley para la abolición total de la esclavitud, esta vez incluyendo el suelo mismo de Gran Bretaña, conocida como Slavery Abolition Act 1833. Entre los años 1834 y 1838 fue miembro del Consejo Supremo de la India. Estuvo en Calcuta hasta 1837 y se ocupó entre otros asuntos de la redacción del Código Penal indio. A raíz del motín indio de 1857, se promulgó la propuesta de ley penal de Macaulay. El Código Penal de la India en 1860 fue seguido por el Código de Procedimiento Penal en 1872 y el Código de Procedimiento Civil en 1908. El Código Penal inspiró a sus homólogos en la mayoría de las demás colonias británicas, y hasta la fecha muchas de estas leyes siguen vigentes en lugares tan distantes como Pakistán, Malasia, Myanmar, Bangladés, Sri Lanka, Nigeria y Zimbabue, así como en la propia India. En su contra tiene la criminalización de la homosexualidad.
En cuanto a su Minute Upon Indian Education / Acta sobre la educación india de febrero de 1835, fue la principal responsable de la introducción de la educación institucional occidental en inglés en esa colonia, postura que en el futuro terminó llamándose en inglés macaulayism. Macaulay recomendaba la introducción del idioma inglés como idioma oficial de enseñanza de la educación secundaria en todas las escuelas donde antes no lo había, y formar a maestros indios de habla inglesa. Además sostenía que:

No tengo conocimiento ni de sánscrito ni de árabe. Pero he hecho lo que he podido para formarme una estimación correcta de su valor. He leído traducciones de las obras árabes y sánscritas más célebres. He conversado aquí y en casa con hombres distinguidos por su dominio de las lenguas orientales. Estoy completamente dispuesto a tomar el conocimiento oriental en la valoración de los propios orientalistas. Nunca he encontrado uno entre ellos que pudiera negar que un solo estante de una buena biblioteca europea valía toda la literatura nativa de la India y de Arabia. Difícilmente se discutirá, supongo, que en la parte de la literatura en la que los escritores orientales se destacan más alto es la poesía. Y, ciertamente, nunca me encontré con ningún orientalista que se atreviera a sostener que la poesía árabe y sánscrita podía compararse con la de las grandes naciones europeas. Pero cuando pasamos de las obras de imaginación a las obras en las que se registran hechos y se investigan principios generales, la superioridad de los europeos se vuelve absolutamente inconmensurable. Creo que no es exagerado decir que toda la información histórica que se ha recopilado de todos los libros escritos en sánscrito es menos valiosa que la que se puede encontrar en los más miserables resúmenes utilizados en las escuelas preparatorias de Inglaterra. En cada rama de la filosofía física o moral, la posición relativa de las dos naciones es casi la misma [...] Para resumir lo que he dicho: creo que está claro que no estamos encadenados por la Ley del Parlamento de 1813; que no estamos limitados por ningún compromiso expreso o implícito; que somos libres de emplear nuestros fondos como elijamos; que debemos emplearlos para enseñar lo que más vale la pena saber; que más vale la pena saber inglés que sánscrito o árabe; que los nativos desean que se les enseñe inglés y no que se les enseñe sánscrito o árabe; que ni como lenguas de la ley o de la religión tienen el sánscrito y el árabe ningún derecho particular a nuestro compromiso; que es posible hacer de los nativos de este país buenos eruditos ingleses y que a este fin deben dirigirse nuestros esfuerzos.

Recomendó que se retirase el apoyo a la publicación de libros en sánscrito y en árabe; la educación tradicional debía reducirse a financiar la madraza de Delhi y el Hindu College de Benarés, pero a los estudiantes ya no se les debería becar por estudiar allí. El dinero liberado por estas becas debía destinarse a financiar la educación en temas occidentales, con el inglés como lengua vehicular; también expuso las razones profundas y pragmáticas de esta decisión. El gobernador Bentinck estaba de acuerdo en casi todo con Macaulay y plasmó sus ideas en la Ley de Educación Inglesa de 1835.
No había tradición de educación secundaria en lenguas vernáculas; las instituciones entonces apoyadas por la Compañía de las Indias Orientales enseñaban en sánscrito o parsi. Por lo tanto, argumentó, "Tenemos que educar a un pueblo que en la actualidad no puede ser educado por medio de su lengua materna. Debemos enseñarles alguna lengua extranjera". Con todo, los estudiantes de la madraza de Calcuta presentaron una petición contra su cierre y esto obtuvo con rapidez un apoyo considerable; por tanto, se mantuvo esa madraza y su equivalente hindú. Por otra parte, la ley que respaldaba e implementaba la política que había defendido Macaulay fue enviada a la metrópoli, donde recibió duras críticas por parte de John Stuart Mill, que no opinaba como su padre, el utilitarista James Mill; le parecía que el fin de mejorar a los gobernados era legítimo, pero había inconvenientes de peso como despreciar a los indígenas y a sus culturas. En 1839, cuando ya se había marchado Macaulay, lord Auckland sucedió a lord William Bentinck como gobernador general y dispuso que se financiaran ambas escuelas, la tradicional y la en inglés; luego se permitió la traducción a lenguas vernáculas de libros en inglés.
A su regreso al Reino Unido en 1838, Thomas Macaulay ya no fue diputado por Leeds, sino por Edimburgo, en 1839. En ese mismo año fue además secretario en Guerra. Tras la caída del gobierno de lord William Lamb, II vizconde de Melbourne, Macaulay dedicó más tiempo a su obra literaria.
En 1841 Macaulay trató el tema de la ley de los derechos de autor. La posición de Macaulay, ligeramente modificada, ha sido la base del sistema legal de los derechos de autor en el mundo anglosajón durante décadas. Macaulay consideraba que el derecho de autor es un monopolio y como tal, suele tener efectos negativos en la sociedad. Volvió al cargo como pagador general (paymaster-general) en 1846 en la administración de lord John Russell. En las elecciones de 1847 perdió su escaño por Edimburgo. En 1849 fue elegido rector de la Universidad de Glasgow, un puesto sin funciones administrativas y a menudo otorgado por los estudiantes a políticos o escritores prestigiosos y además recibió la "libertad de la ciudad", un honor británico equivalente a las llaves de la ciudad.
En 1852, los votantes de Edimburgo se ofrecieron a reelegirlo al Parlamento. Aceptó con las condiciones expresas de no tener que hacer campaña ni comprometerse con una posición en temas políticos. Sorprendentemente, fue elegido en esos términos. Rara vez asistía a la Cámara por sus problemas de salud y vejez. Su debilidad tras sufrir un infarto hizo que pospusiera varios meses un discurso de agradecimiento a los votantes de Edimburgo. Renunció a su escaño en enero de 1856.
En 1857 fue nombrado par como Barón Macaulay, de su natal aldea de Rothley, en el Condado de Leicester; pero acudió poco a la Cámara de los Lores. Su salud le dificultaba trabajar, y fue incapaz de completar su obra maestra, la Historia de Inglaterra, antes de morir en 1859. Fue enterrado en la Abadía de Westminster.
Su sobrino-nieto es el historiador G. M. Trevelyan (George Macaulay Trevelyan, 1876-1962).

## Obras
Entre sus escritos se recuerdan la colección de poesías Cantos populares de la Antigua Roma (Lays of Ancient Rome, 1842). La más famosa de ellas, Horacio, se refiere al solitario heroísmo del romano Horacio Cocles.
Pero se le recuerda sobre todo como el más grande historiador británico. Sus investigaciones son profundas; su estilo, puro y radiante. Como historiador, se le recuerda sobre todo por Historia de Inglaterra desde Jacobo II (History of England from the accession of James II, 1849-1861). Publicó los dos primeros volúmenes en 1848. Los dos siguientes aparecieron en 1855. Se dice que completó los últimos volúmenes de la historia en Greenwood Lodge (Ditton Marsh, Thames Ditton), que alquiló en 1854. Solo había llegado al reinado de Guillermo III cuando murió.